# Horšice
Horšice är en ort i Tjeckien.   Den ligger i regionen Plzeň, i den västra delen av landet, 100 km sydväst om huvudstaden Prag. Horšice ligger 430 meter över havet och antalet invånare är 390.
Terrängen runt Horšice är huvudsakligen platt, men norrut är den kuperad. Runt Horšice är det ganska glesbefolkat, med 31 invånare per kvadratkilometer. Närmaste större samhälle är Klatovy, 16,5 km söder om Horšice. Omgivningarna runt Horšice är en mosaik av jordbruksmark och naturlig växtlighet.

## Galleri

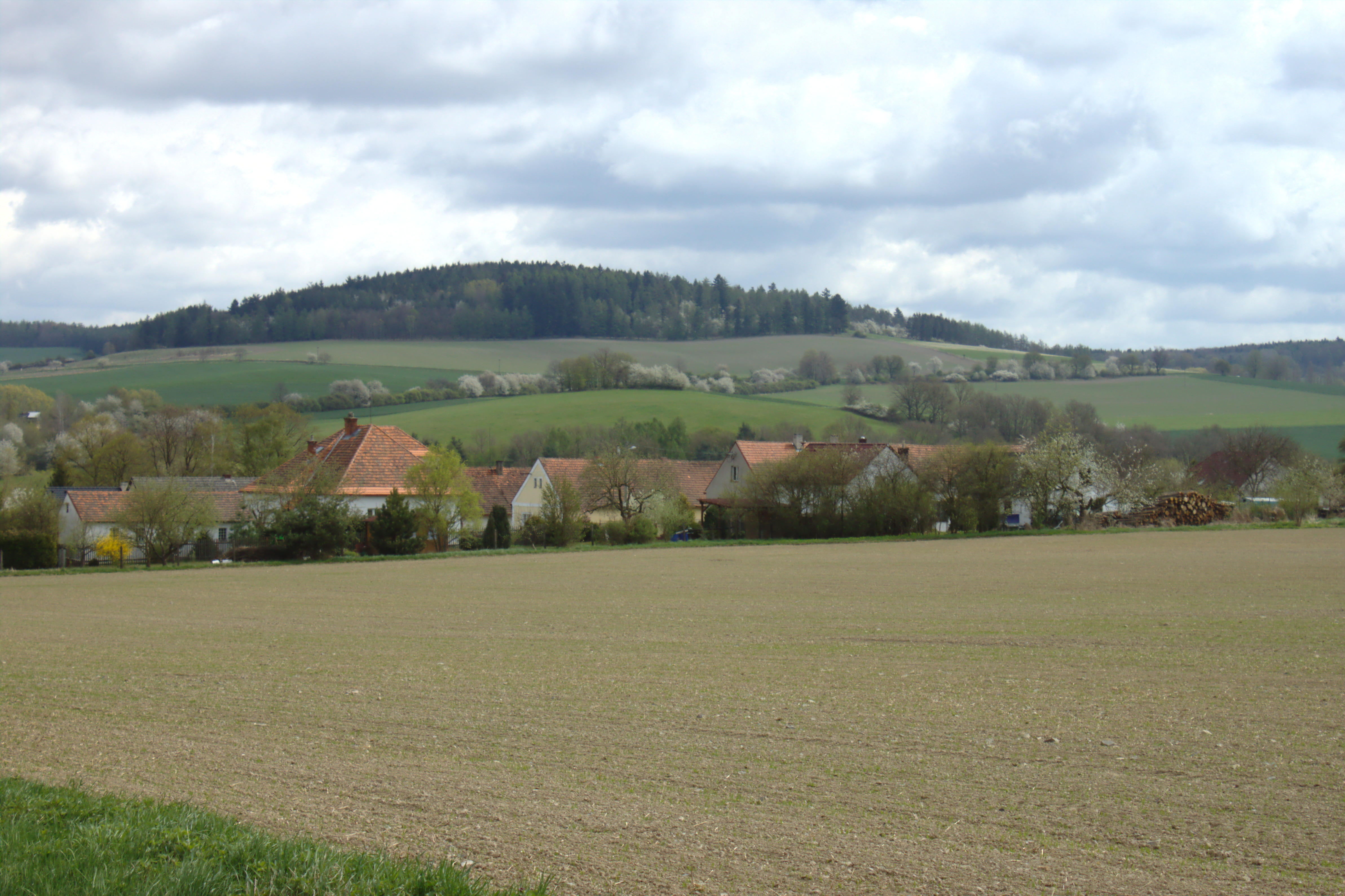
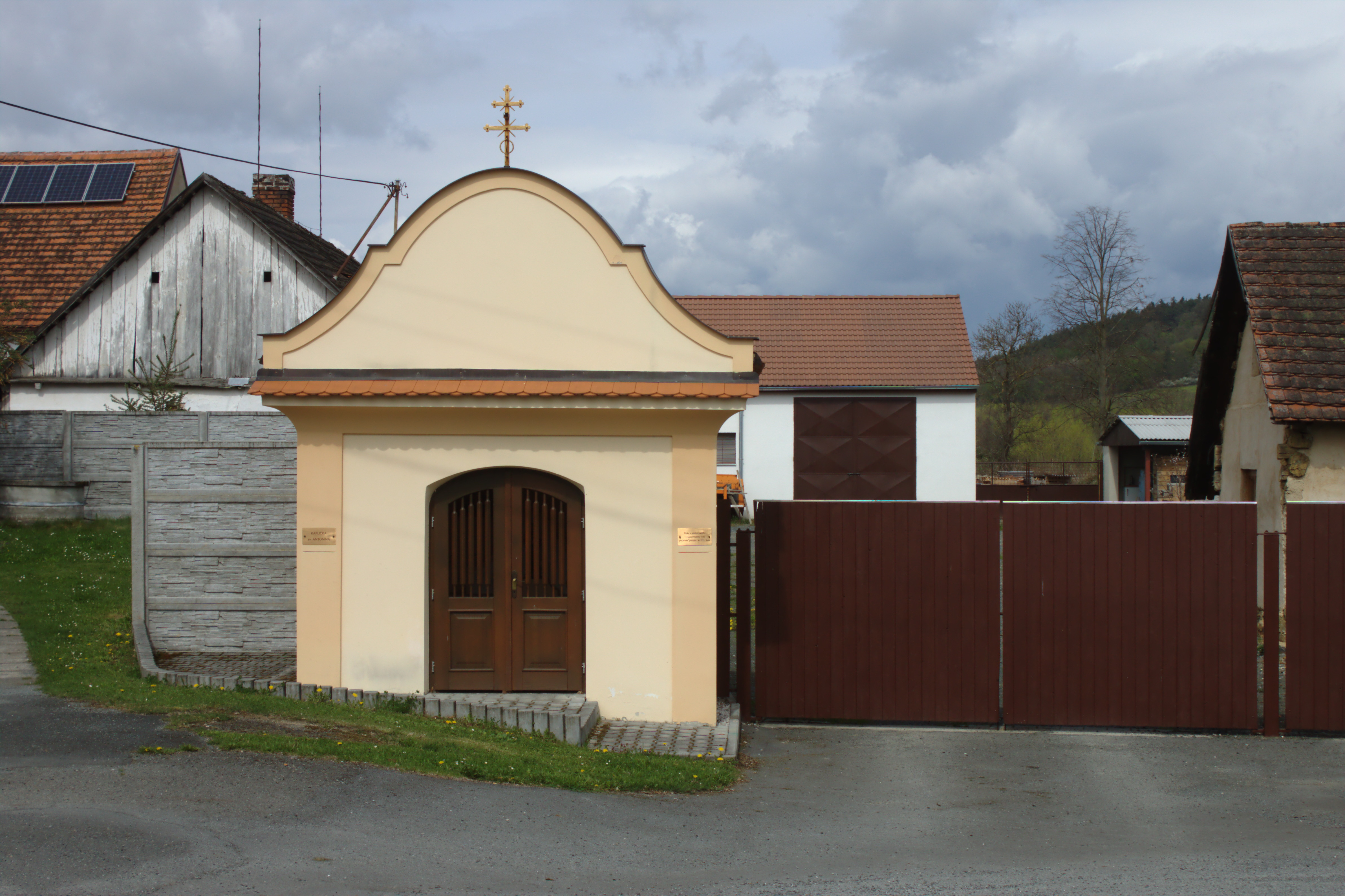
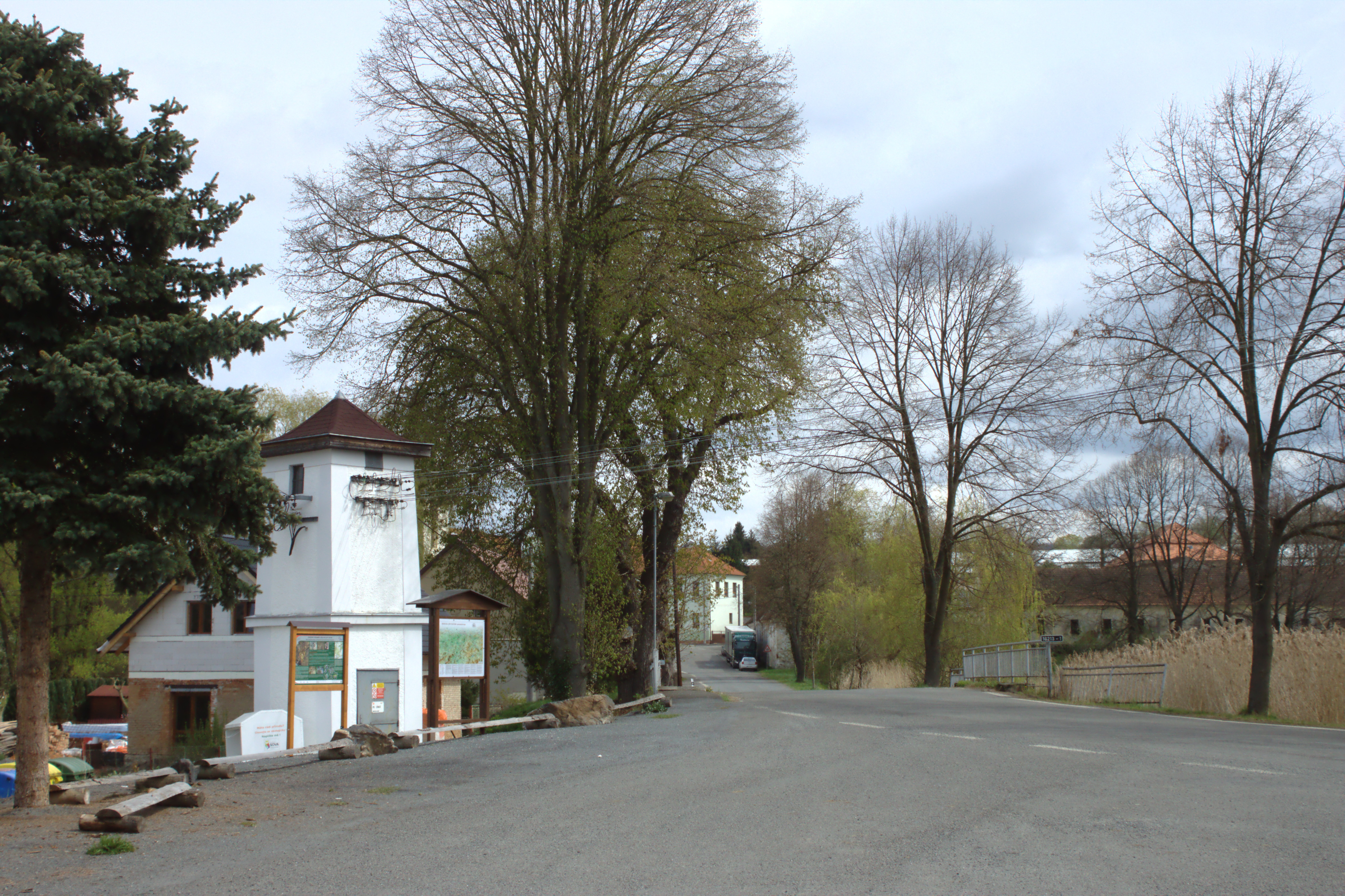